# Linda B. Buck
Linda B. Buck (Seattle, 29. siječnja 1947.) američka je biologinja koja je za svoj rad na njušnom sustavu zajedno s Richardom Axelom 2004. podijelila Nobelovu nagradu za fiziologiju ili medicinu.
Richard Axel i Linda B. Buck dobili su Nobelovu nagradu za otkrića mirisnih receptora i organizacije njušnog sustava.

## Vanjske poveznice
- Nobelova nagrada - autobiografija (engl.)